# Кріс Макре
Кріс Макре (англ. Chris McRae; нар. 26 серпня 1965, Бівертон) — канадський хокеїст, що грав на позиції крайнього нападника. Кріс має рідного старшого брата, також хокеїста в минулому Бейзіла.

## Ігрова кар'єра
Вже в дитинстві у 1978 році Кріс дебютував у складі юнацької команди невеликого містечка Онтаріо Торнгілл.
Хокейну кар'єру розпочав 1982 року.
Протягом професійної клубної ігрової кар'єри, що тривала 9 років, захищав кольори команд «Торонто Мейпл-Ліфс» та «Детройт Ред-Вінгс».
Загалом провів 21 матч у НХЛ.

## Статистика
| 1982–83      | «Ньюмаркет Флаєрс»     | ОЮХЛ         | 42 | 11 | 22 | 33 | 207 | —  | — | — | — | —  |
| 1983–84      | «Бельвіль Буллс»       | ОХЛ          | 9  | 0  | 0  | 0  | 19  | —  | — | — | — | —  |
| 1983–84      | «Садбері Вулвс»        | ОХЛ          | 53 | 14 | 31 | 45 | 120 | —  | — | — | — | —  |
| 1984–85      | «Садбері Вулвс»        | ОХЛ          | 6  | 0  | 2  | 2  | 10  | —  | — | — | — | —  |
| 1984–85      | «Ошава Дженералс»      | ОХЛ          | 43 | 8  | 7  | 15 | 118 | 5  | 0 | 1 | 1 | 2  |
| 1984–85      | «Сент-Кетерінс Сейнтс» | АХЛ          | 6  | 4  | 3  | 7  | 24  | —  | — | — | — | —  |
| 1985–86      | «Сент-Кетерінс Сейнтс» | АХЛ          | 59 | 1  | 1  | 2  | 233 | 11 | 0 | 1 | 1 | 65 |
| 1986–87      | «Ньюмаркет Сейнтс»     | АХЛ          | 51 | 3  | 6  | 9  | 193 | —  | — | — | — | —  |
| 1987–88      | «Ньюмаркет Сейнтс»     | АХЛ          | 34 | 7  | 6  | 13 | 165 | —  | — | — | — | —  |
| 1987–88      | «Торонто Мейпл-Ліфс»   | НХЛ          | 11 | 0  | 0  | 0  | 65  | —  | — | — | — | —  |
| 1988–89      | «Ньюмаркет Сейнтс»     | АХЛ          | 18 | 3  | 1  | 4  | 85  | —  | — | — | — | —  |
| 1988–89      | «Денвер Рейнджерс»     | ІХЛ          | 23 | 1  | 4  | 5  | 121 | 2  | 0 | 0 | 0 | 20 |
| 1988–89      | «Торонто Мейпл-Ліфс»   | НХЛ          | 3  | 0  | 0  | 0  | 12  | —  | — | — | — | —  |
| 1989–90      | «Адірондак Ред-Вінгс»  | АХЛ          | 46 | 9  | 10 | 19 | 290 | —  | — | — | — | —  |
| 1989–90      | «Детройт Ред-Вінгс»    | НХЛ          | 7  | 1  | 0  | 1  | 45  | —  | — | — | — | —  |
| 1990–91      | «Адірондак Ред-Вінгс»  | АХЛ          | 23 | 2  | 3  | 5  | 109 | 2  | 0 | 0 | 0 | 11 |
| 1991–92      | «Форт-Вейн Кометс»     | ІХЛ          | 60 | 20 | 14 | 34 | 413 | 5  | 1 | 0 | 1 | 44 |
| Усього в НХЛ | Усього в НХЛ           | Усього в НХЛ | 21 | 1  | 0  | 1  | 122 | —  | — | — | — | —  |